# Palindromprimtal
Palindromprimtal (ibland kallat palprimtal) är ett primtal som även är ett palindromtal.
De första palindromprimtalen är:
2, 3, 5, 7, 11, 101, 131, 151, 181, 191, 313, 353, 373, 383, 727, 757, 787, 797, 919, 929, 10301, 10501, 10601, 11311, 11411, 12421, 12721, 12821, 13331, 13831, 13931, 14341, 14741, 15451, 15551, 16061, 16361, 16561, 16661, 17471, 17971, 18181, … (talföljd A002385 i OEIS)
Med undantag av 11 har alla palindromprimtal ett udda antal siffror, eftersom delbarhetstest för 11 säger att varje palindromprimtal med ett jämnt antal siffror är multiplar av 11. Det är inte känt om det finns oändligt många palindromprimtal i basen 10. Sedan januari 2013 är det största kända palindromprimtalet 10314727 - 8×10157363 - 1. Det upptäcktes av Darren Bedwell. Å andra sidan är det känt att, för varje bas, är nästan alla palindromtal sammansatta.
I binära talsystemet inkluderar palindromprimtal även Mersenneprimtal och Fermatprimtal. Alla binära palindromtal utom 112 (310) har ett udda antal siffror, sådana palindromtal med ett jämnt antal siffror är delbara med 3.
De första binära palindromtalen är (binärt):
11, 101, 111, 10001, 11111, 1001001, 1101011, 1111111, 100000001, 100111001, 110111011, 10010101001, 10110101101, 11000100011, 11001010011, 11011111011, 11100100111, 11101010111, 1001100011001, 1001111111001, 1010001000101, … (talföljd A117697 i OEIS)
På grund av den vidskepliga betydelsen av tal så kallas palindromprimtalet 1000000000000066600000000000001 för Belfegors primtal, uppkallat efter Belfegor. Belfegors primtal består av talet 666 på ömse sidor omsluten av tretton nollor och en etta.
Ribenboim definierar ett trippelt palindromprimtal som primtal p där p är ett palindromprimtal med q siffror, där q är ett palindromprimtal med r siffror, där r också är ett palindromprimtal. Till exempel, p = 1011310 + 4661664 × 105652 + 1, som har q = 11311 siffror, och 11311 har r = 5 siffror. Det första trippla palindromtalet i basen 10 är det 11-siffriga 10000500001. Det är möjligt att ett trippelt palindromprimtal i basen 10 också kan vara palindromprimtal i en annan bas, såsom bas 2, men det skulle vara mycket märkligt om det var också ett trippelt palindromprimtal i denna bas också.